# Lichess
Lichess(한국어: 리체스)는 프랑스의 오픈 소스 체스 웹사이트이다.

## 역사
리체스는 2010년에 시작되었다. 처음에는 매우 간단한 알고리즘으로 작동했지만, 개발진은 사이트를 오픈 소스로 유지했고, 봉사자들에 의해 사이트가 발전할 수 있었다.
2011년에는 안드로이드용 모바일 앱이, 2015년에는 iOS용 모바일 앱이 출시되었다.

## 기능
리체스에서는 다음과 같은 기능을 이용할 수 있다.
- 온라인 게임
  - 크레이지하우스 등, 8개의 서로 다른 변형 모드를 이용할 수 있다.[8][9]
- 게임 분석
- 토너먼트[10][11][12]
- 보드 편집기, 분석기 등 도구[13][14][5]

## 리체스에 기반을 둔 웹사이트
다음 웹사이트들이 리체스의 소스에 기반을 두고 있다.
- Blitztactics[16]
- Blunder-Bomb[17]
- Lidraughts[18] - 체커 웹사이트이다.

## 같이 보기
- 체스